# حملات تحتمس الأول

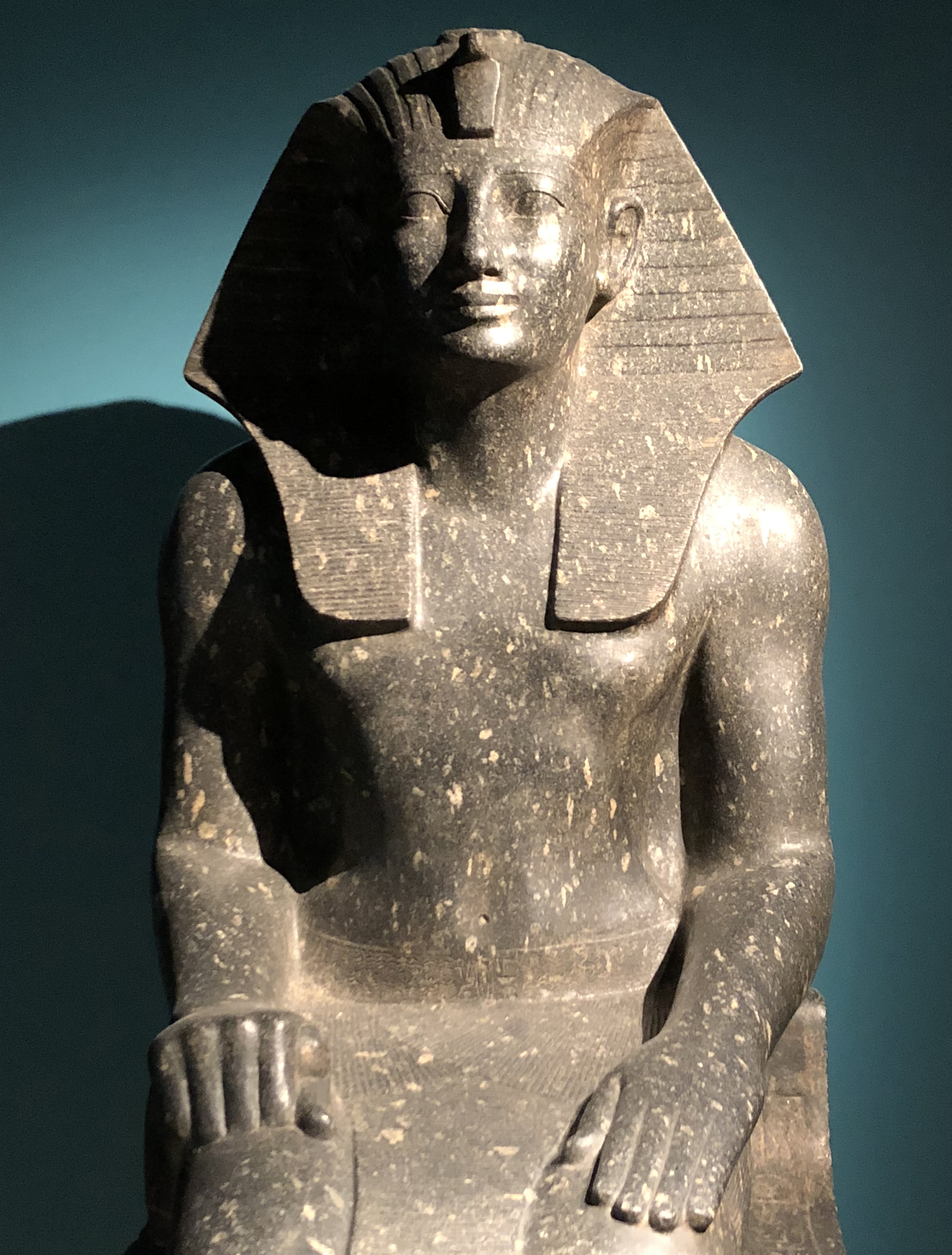
تمثال لتحتمس الأول من المتحف المصري بتورينو.

حملات تحتمس الأول هي الحملات العسكرية التي قام بها الملك المصري تحتمس الأول لفتح السودان وسوريا.

## حملات تحتمس على السودان

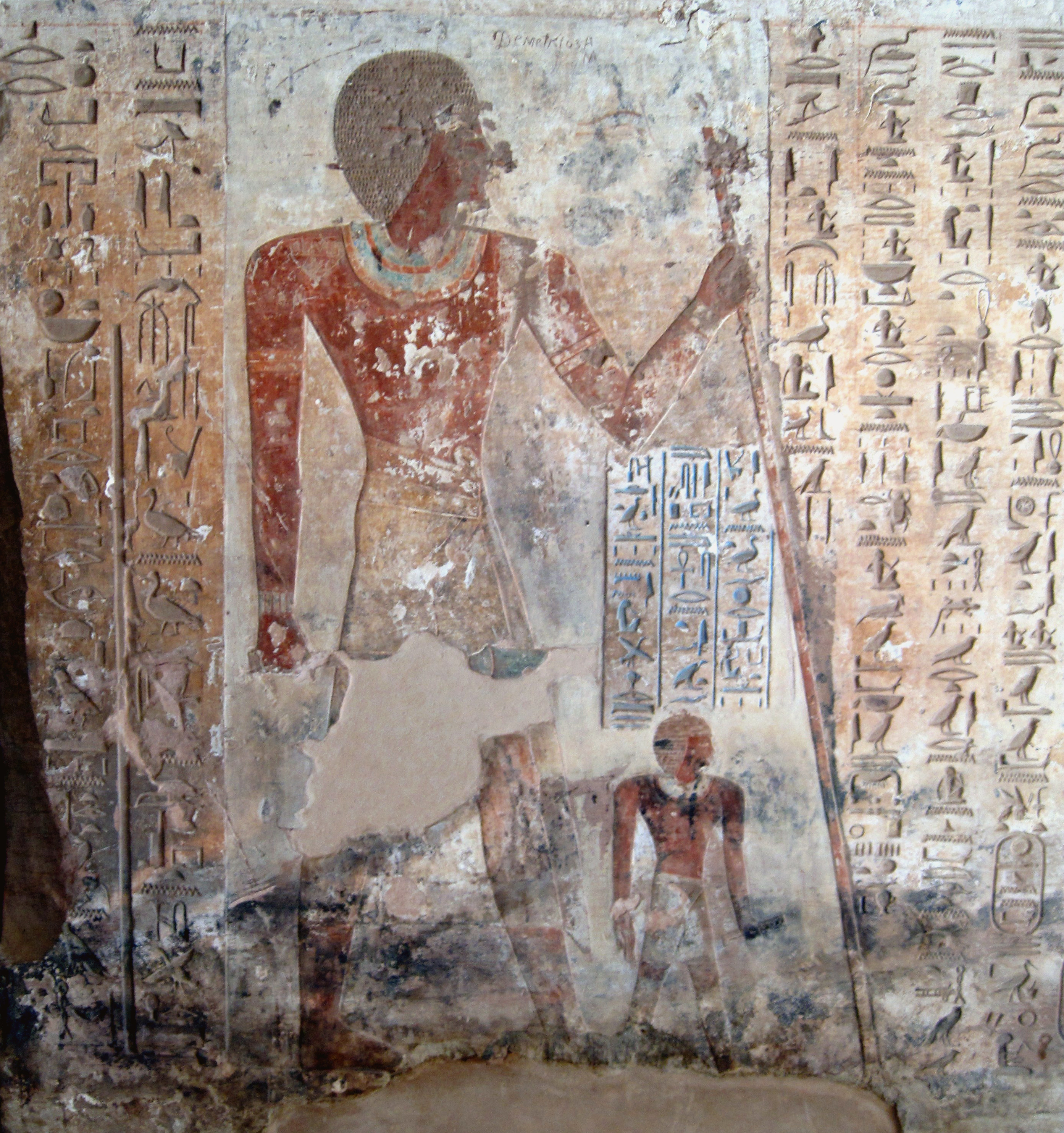
نقش مقبرة أحمس بن إبانا في الكاب

أخذ السودان من ناحيتهم يقومون ببعض مناوشات، ولذلك عزم تحتمس الأول على أن يقوم بنفسه بحملة عليهم لإخضاعهم قبل أن يولِّي وجهه شطر آسيا مطمح أنظاره ومعقد آماله، فسار على رأس جيشه حتى وصل إلى «تومبس» الواقعة بعد الشلال الثالث مباشَرةً، غير أنه وجد أن السودانيين الذين كانوا لا يزالون يذكرون هزيمتهم على يد أمنحتب الأول، لا يريدون قتالًا. وعلى أية حال فإن كل عصيان عند الحدود قد أُخمِد في الحال، وخُلِع على إثر ذلك كلُّ أمير معاد لمصر، وقد وصَلَنا وصفُ هذه الحملة من حياة أحمس بن إبانا، وكذلك من حياة سميه أحمس بن نخبت، وكذلك على لوحةٍ نُقِشت في السنة الثانية من حكم هذا الملك على صخرة في جزيرة تومبس.
النص الذي يتحدَّث عن حروبه في السودان والنهرين
 السنة الثانية، الشهر الثاني من فصل الفيضان، اليوم الخامس والعشرون في حكم جلالة الثور القوي محبوب آلهة العدل … تحتمس الأول.
لقد حضر وظهر بوصفه رئيسَ الأرضين ليحكم ما يحيط به قرص الشمس، والوجه القبلي والوجه البحري، وبخاصة نصيبي حور وست (أي: مصر كلها)، وهو الذي وحَّدَ الأرضين وجلس على عرش جب، ولبس التاجين القويين (سخمتي)، وقد تسلَّمَ جلالته بحق إرثه، واطمأن على عرش حور ذي الدرج؛ ليمدَّ حدود طيبة على «خفت حرنبس» (من ضواحي طيبة) وليصبح سكان الرمال، والبرابرة الذين يمقتهم الإله، وسكان جزر البحر الأبيض، وقوم «رتحو قابت» خدَّامًا لها، وهو الذي جعل سكان الجنوب يقلعون شمالًا وسكان الشمال يصعدون جنوبًا، وكل البلاد الأجنبية يأتون محمَّلين بجزيتهم للمرة الأولى (في التاريخ) للإله الطيب تحتمس الأول عاش مخلدًا، وإنه حور المظفر، رب الأرضين، وهو الذي يخدمه … ومستعمراتهم تابعة له؛ لأنهم يقبلون الأرض بين يدَيْه، وأصحاب السقاية ينحنون أمام جلالته، ويخضعون أمام الصل الذي على جبينه، وهو الذي قد طرح أرضًا رجال بلاد النوبة، ولم يفلت من قبضته السود إلا بمشقة، وقد ضمَّ إليه الحدود التي على كلا الجانبين (للنيل)، ولم يفلت واحد من أهالي الذين أتوا، فلم يَبْقَ منهم واحد، أما بدو النوبة فقد سقطوا على وجوههم من الفزع، وخروا على جنوبهم في بلادهم، وانتشرت رائحة جثثهم في وديانهم، ولطخت أفواههم بالدماء كأنها صوب المطر، أما الذين قتلوا … فحملوا إلى مكان آخَر، وقد انقضَّ التمساح على الهارب الذي كان يريد أن يختبئ أما حور قوي الساعد، (وهذا كله) حدث بقوة الملك وحده، ابن آمون، ونسل الإله صاحب الاسم الخفي (كلمة آمون معناها الخفي) وسلالة ثور التاسوع (أي: سلالة آمون)، والصورة الفاخرة لأعضاء الإله، والذي يفعل ما تحبه أرواح «عين شمس» (أي: الملوك القدامى)، وهو الذي برأه أرباب «حت عات» (معبد بعين شمس)، وهو حصن لكل جيشه، والجسور على مهاجمة قبائل الأقواس التسعة مجتمعين كأنه فهد فتي بين قطيع من البقر المطمئنة، قد أعمتهم قوة جلالته، وهو الذي وصل إلى حدود الأرض من قاعدتها، والذي اخترق نهايتها بقوته المظفرة، والذي يبحث عن الحروب، وليس مَن يجسر على مواجهته، وهو الذي فتح الوديان التي كان يجهلها الأولون، والتي لم يرها حاملو التاجين، وحدود بلاده الجنوبية وصلت إلى بداية هذه الأراضي (بلاد النوبة)، ومن الشمال إلى تلك المياه التي تسير من الشمال إلى الجنوب (يعني نهر الفرات؛ لأن مياهه تسير عكس مياه النيل الذي يجري من الجنوب إلى الشمال)، ولم يحدث لملك آخَر شيء مماثل لهذا، وقد وصل اسمه إلى دائرة السماء، وكذلك وصل إلى الأرضين … والناس تعقد الأيمان باسمه في كل البلدان؛ لأن شهرة جلالته عظيمة جدًّا، ولم يَرَ الإنسان مثيلًا لذلك في تاريخ الملوك القدامى منذ عهد أتباع حور.

وهو الذي يعطي مَن يتبعه نفسه (أي: نفس الحياة)، ومَن يسير على نهجه قربانه، حقًّا إن جلالته هو حور الذي استولى على دولته لملايين السنين، وهو الذي تخدمه جزر المحيط، والأرض جميعها تحت قدمَيْه، ابن الشمس من جسده، ومحبوبه تحتمس عاش مخلدًا أبديًّا، المحبوب من آمون رب الآلهة، والده الذي صور جماله، ومحبوب تاسوع الكرنك، معطي الحياة، والثبات والعافية والصحة، وفرح القلب على عرش حور؛ لأنه قائد كل الأحياء، مثل رع مخلدًا. 
وهذه النقوش على ما بها من الإغراق في أوصاف الملك، وما قام به من ضروب الشجاعة لقمع أولئك السود، قد جعل بعض المؤرخين يستنتجون من استعاراتها أشياء لا وجود لها في المتن، ولا أدل على ذلك من استنتاج وجود قلعة بناها الملك في جزيرة تومبس، مع أن المتن الذي استخلص منه ذلك هو في الواقع تشبيه للملك بأنه حصن كل جيشه، والذي يجسر على مهاجمة قبائل الأقواس التسعة مجتمعة، الفهد الفتي بين قطيع من البقر الهادئة؛ على أن ذلك لا يمنع أن الملك كان قد أقام حصنًا في هذه الجهة، والمهم في هذا النقش هو أن مؤلِّف هذه الوثيقة كان يعرف من غير شك بلاد النهرين (كما يقول جيمس هنري برستد) أو ذهب إليها، وقد نظر بدهشة واستغراب إلى اتجاه سير نهر الفرات الذي كان يخالف سير نهر النيل، فقد كان ذلك النهر يجري من الشمال إلى الجنوب نحو مصبه، بدلًا من أن يجري شمالًا مثل النيل؛ ولذلك سمَّاه المصريون «الماء المقلوب الذي يجري إلى أسفل بدلًا من الذهاب إلى أعلى». والواقع أن هذا وصف دقيق للغاية لمصري كان يعتبر نهر بلاده هو النموذج الذي كان لا بد أن تكون كل أنهار العالم على غراره، والظاهر أن الملك تحتمس الأول في غزوته هذه قد مكث حوالي عام يحارب السود؛ إذ وُجِدت نقوش في «تنجور» التي تقع على مسافة خمسة وسبعين ميلًا فوق الشلال الثاني، تحدِّثنا عن عودته إلى مصر.
نقوش أخرى عن حروبه في السودان
 «السنة الثانية – الشهر الأول من الفصل الثالث – نهاية حملة الشتاء»، وكذلك وُجِدت لوحة في جزيرة «أرجو» التي تقع على مسافة أربعين ميلًا جنوبي الشلال الثالث، كُتِب عليها اسم هذا الملك، غير أنها لم تُنشَر. ومهما يكن من ضعف قوة النوبيين، فإن دلائل الأحوال تدل على أن حملة تحتمس إلى الشلال الثالث كانت عنيفة، وقد ازداد عنف هؤلاء القبائل النوبية في السنة التالية، في مهاجمة الحدود المصرية باستمرار، وليس لدينا معلومات تنقع الغلة إلا ما جاء في تاريخ حياة أحمس بن إبانا، وقد جاء ذكر هذه الحملة كذلك في حياة أحمس بن نخبت؛ حيث يقول: لقد تبعت الملك «عا خبر كارع»، وأسرت له في كوش أسيرين غير ثلاثة آخَرين أسرتهم في كوش لم تحسب (رسميًّا).» وقد عسكَرَ الملك في طريقه إلى عاصمة ملكه بعد انتهاء هذه الحملة بالقرب من جزيرة سهيل عند الشلال الأول، وكانت القناة التي حفرها سنوسرت الثالث تكرى من جديد، وعندما تمَّ كريها مرَّتْ سفن الملك فيها، وقد دُوِّن نقش على صخور جزيرة سهيل يحدِّثنا عن ذلك، وهاك نصه: «السنة الثالثة، الشهر الأول من فصل الصيف، اليوم الثاني والعشرين من حكم جلالة ملك الوجه القبلي والوجه البحري «عا خبر كارع» معطي الحياة، قد أمر جلالته بحفر هذه الترعة، بعد أن وجدها مسدودة بالأحجار، ولم تكن تمر فيها سفينة، وقد عاد فيها بعد ذلك (أي: بعد حفرها) بقلبٍ فَرِحٍ بعد أن قتل أعداءه (نقشه) ابن الملك «تورو».»

وتورو هذا هو ابن الملك في كوش (نائب الملك في السودان). وكذلك نُقِش على صخور جزيرة سهيل لوحة أخرى أُرِّخت بنفس التاريخ السابق، وقد جاء فيها: «لقد سار جلالته في الترعة منتصرًا مظفرًا في عودته بعد إخضاع بلاد كوش الخاسئة (نقشه) توري.»، وفي نفس اليوم نجد نقشًا آخَر يدل على وصوله إلى إلفنتين دُوِّن على صخور أسوان نفسها، جاء فيه بعد ألقاب الملك أن تحتمس المحبوب من الإلهة «ساتت» سيدة إلفنتين، لقد عاد جلالته من كوش بعد أن أخضع أعداءه.» 

## حملة تحتمس على سوريا
وبعد أن فرغ تحتمس من حروبه في السودان، ووطد أركان ملكه هناك، أخذ يفكِّر في المشروع العظيم الذي قام بتنفيذ جزءٍ منه والده وأخوه أمنحتب الأول، وذلك هو القضاء على الهكسوس في آسيا، بعد أن قضى عليهم والده في مصر، ثم أخذ أخوه في مطاردتهم في آسيا على ما يظهر، يُضاف إلى ذلك أنه كان يريد تأسيس إمبراطورية واسعة النطاق كان قد وضع أساسها في عهد الأسرة الثانية عشرة، وبقي حبل الاتصال بين المصريين والآسيويين موصولًا، كما نجد آثاره في عهد الأسرة الثالثة عشرة. والظاهر أن أهل سوريا أو بعبارة أخرى الهكسوس الذين كانوا يقطنون هذه البلاد، مضافًا إليهم مَن تقهقر منهم أمام الملك المصري أحمس الأول، كانوا قد عقدوا أواصر المهادنة والإخاء بينهم وبين أهل نهرين على حساب مصر، ولا بد من أنه قد حدث بعد مناوشات أو غارات اتخذ منها الملك تحتمس الأول ذريعة للقيام بحملة تأديبية إلى تلك الأصقاع. ولقد كان في نفس هذا الملك كما قلت أن يغسل عن قلبه الأذى الذي بقي عالقًا في قلب الشعب المصري من أولئك الغزاة، الذين استعبدوا بلادهم حقبةً طويلةً من الدهر. وسنرى فيما بعدُ أن تلك الخطة هي التي سار على نهجها الملوك المصريين الذين خلفوه حتى قضوا على الهكسوس، وأسَّسوا أعظم إمبراطورية ظهرت في الشرق الأدنى القديم، بل في العالم كله في ذلك العهد.
وممَّا يُؤسَف له أن الآثار التي تحدِّد لنا تاريخ غزوه لآسيا بالضبط لم يُكشَف عنها بعد هذا، فضلًا عن أن كل ما وصل إلينا عن هذه الحروب قد جاء عن طريق غير مباشر، وهو ما سرده لنا أحمس بن إبانا وأحمس بن نختب في تاريخي حياتهما. وعلى الرغم من أن هذه المعلومات مقتضبة جافة عن هذه الحروب، فإنها تحدِّثنا عن أعظم المخاطرات الحربية التي حدثت في العالم القديم، وقد علمنا فيما بعدُ من غير المصادر المعاصرة أن تحتمس الأول قد وصل في زحفه على نهر الفرات إلى المنحنى العظيم بالقرب من كركميش، وأنه أقام هناك لوحة تذكارية لانتصاره، فقد أخبرنا تحتمس الثالث أنه وجد اللوحة التي أقامها جده هناك عندما وصل إلى هذه النقطة في حملته الثامنة، وأقام هو بدوره لوحةً أخرى على الجانب الأيمن لنهر الفرات؛ ليظهر للملأ أنه قد ذهب في فتوحه إلى أبعد من جده بقليل.
هذا هو كل ما وصَلَنا عن حروب تحتمس الأول في تواريخ مَن جاء بعده، وهو من مصدر مصري، أما عن المقاومة التي اعترضته أو عن قوة جيشه أو الخسارة التي حاقت به، وكذلك الطريقة التي حاول أن يحافظ بها على فتوحه، فإنَّا قد تُرِكنا في ظلام حالك، وإنْ شئتَ فقد بقي كل ذلك صحيفة بيضاء حتى الآن. والواقع أن الأعمال الحربية التي نهض بأعبائها تحتمس الأول قد غطَّتْ عليها حروبُ «حتمس الثالث الكثيرة، ومع ذلك فإن الحملة إذا كانت تُقدَّر بأهمية نتائجها بالنسبة لما كانت تشتمل عليه من قوة في ساحة القتال، فإنه لا يوجد إلا القليل من الحملات التي دوَّنها لنا التاريخ القديم، تستحق الالتفات أكثر من تلك المخاطرة التي قام بها تحتمس الأول في آسيا، وإذا نظرنا إلى عمله هذا باعتباره جزءًا من تاريخ الشرق القديم، فإنه كان بداية الصراع الدنيوي للاستعمار بين آسيا وأفريقيا، وبين ثقافة وادي النيل وثقافة بلاد نهرين، وهو ذلك الصراع الذي كانت عواقبه وبالًا على كلتا المدينتين، وانتهى أخيرًا بسقوطهما، فهَوَتْ أولًا مصر أمام الفرس، وثانيةً أمام الإسكندر الأكبر، أما إذا اتخذناها جزءًا من تاريخ مصر، فإنها كانت النقطة التي تحوَّلَ فيها الشعب المصري للمرة الثانية إلى شعب حربي ساد العالم، بعد أن كان سيده ومعلمه في الفنون والصناعات والعلوم قبل ذلك النهوض الحربي.
ومن الغريب أننا لا نعرف شيئًا عن الطريقة التي بها قبض تحتمس على زمام الأمور في تلك الأصقاع العظيمة التي فتحها بحد السيف، ومن البدهي أنه قد اتخذ بعض التدابير للمحافظة على هذا الفتوح، وأن حملته لم تكن مجرد انتقام، بل كانت محاولة حقيقية لتأسيس السيادة المصرية على تلك البقعة الشاسعة من آسيا، التي تبتدئ من الحدود عند برزخ السويس، وتنتهي عند منحنى الفرات العظيم، وهي التي يمكن تصوُّرها القنطرة بين آسيا وأفريقيا، ولا أدل على وجود نظام حكومي في هذه الجهات تحت سيطرة مصر من أنه لم تحدث حروب تستحق الذكر في عهد خلفه تحتمس الثاني والملكة حتشبسوت، كما أنه لم يسمع بثورات علنية في سوريا لتنزع النير المصري عن عاتقها، وقد بقيت الحال كذلك إلى أن اعتلى عرش الملك تحتمس الثالث؛ وعندئذٍ ألَّفَ فلولُ أمراء الهكسوس والولايات الأخرى حلفًا لنزع النير المصري، ومن ثَمَّ شبت الثورات هناك، ولذلك قال تحتمس الثالث في نقوش تاريخ حروبه التي دوَّنها على جدران معبد الكرنك: إنهم قد بدءوا بالعصيان على جلالته من أول «يرزة» (يوده) حتى مستنقعات العالم (أي: إلى ما وراء نهر الفرات).